# Kisnyulas
Kisnyulas (románul: Milășel) falu Romániában, Maros megyében.

## Története
Mezőkirályfalva község része. A trianoni békeszerződésig Kolozs vármegye Mezőörményesi járásához tartozott.

## Népessége
2002-ben 209 lakosa volt, ebből 209 román nemzetiségű.

## Vallások
A falu lakói közül 200-an ortodox, 9-en adventista hitűek.